# 이노쿠마 노리토시
이노쿠마 노리토시(일본어: 猪熊教利, 1583년 ~ 1609년 10월 17일)는 일본 에도 시대 초기의 구게로, 궁녀와 몇몇 구게 간에 벌어진 추문 사건의 장본인으로 지목받아 막부로부터 처형당했다. 1583년 겐다이나곤인 요쓰쓰지 (四辻)의 아들로 태어났으며, 다카쿠라 가에 입양되었다. 아명은 노리토 (範遠)였다. 1585년 5위의 품계를 받았으며, 1592년 시종으로 임명되었다. 1599년 경에 노리토시로 개명하였으며, 사누키국 다카마쓰성의 성주 이코마 가즈마사의 딸과 결혼하였다.
세키가하라 전투 이후 200석의 봉토를 받았으며 긴리코반이라는 직책을 받아 고요제이 천황을 섬겼다. 같은 구게인 와시오 다카야스의 일기를 필사(筆寫)한 바 있으며, 천황이 주최하는 와카회에 시가를 지어 바치는 등으로 천황의 측근으로써 여러 활동을 했다. 1607년 2월 돌연 행방이 불명되었다가, 1609년 히로하시, 미나세, 가라하시, 사누키 등의 궁녀, 가라쓰마루 미쓰히로, 오이미카도 요리쿠니, 도쿠다이지 사네히사, 가잔인 다다나가, 아스가이 마사카타, 난바 무네카쓰, 마쓰노키 무네노부 등의 관리들이 노리토시의 집에서 밀통을 나눈 사실이 발각된 후 쇼군 도쿠가와 이에야스에 의해 전부 유배형이 처해진 이래, 노리토시는 도주 생활 끝에 8월 어느 날 노베오카번주 다카하시 모토타네에 의해 체포되었으며, 10월 17일 교토 조센지에서 27세의 나이로 처형당하였다. 그의 가계는 친동생 이노쿠마 쓰구요시가 계승했다.
한편 그가 주도한 추문 사건을 통해 이에야스는 이를 빌미로 공가중법제도와 금중병공가제법도를 통해 천황과 조정의 여러 권한을 빼앗았다.

## 참고 서적
- 고미 후미히코 씀, 한은미 옮김, 《2천년 일본사를 만든 일본인 이야기》 (2003년), 이손사, ISBN 89-87095-48-7